# STRANGE MOON
『STRANGE MOON』（ストレンジムーン）は、かざあなによる日本の漫画作品。『WEBコミックガンマ』（竹書房）にて、2021年1月30日より連載が開始、その後2022年7月4日配信の17話より竹書房とめちゃコミックの共同レーベル「BC DEEP」での先行公開となり、同年11月4日まで連載された。

## あらすじ
警視庁特殊犯罪対策室・公安部「S課」が、未確認生物絡みの事件を秘密裏に裁くダークファンタジー作品です。主人公たちが捨て駒となって戦う様子が描かれています。

## 書誌情報
- かざあな『STRANGE MOON』竹書房 〈バンブーコミックス〉、全4巻
  1. 2021年6月30日発売[1][7]、ISBN 978-4-8019-7348-0
  2. 2021年11月19日発売[8]、ISBN 978-4-8019-7489-0
  3. 2023年1月17日発売[9]、ISBN 978-4-8019-7645-0
  4. 2023年1月17日発売[10]、ISBN 978-4-8019-7963-5